# Lega Nazionale Trieste
Lega Nazionale Triest – żeński klub siatkarski z Włoch. Został założony w 1946 w mieście Triest.

## Sukcesy
- Mistrzostwo Włoch:
  -  1951/1952